# Hedwig Elizabeth Charlotte de Holstein-Gottorp
Hedwig Elizabeth Charlotte de Holstein-Gottorp (suedeză Hedvig Elisabeth Charlotta; 22 martie 1759 – 20 iunie 1818) a fost soția regelui Carol al XIII-lea al Suediei.
A fost fiica Ducelui Frederick August, episcop de Lübeck și Duce de Oldenburg și a Prințesei Ulrike Friederike Wilhelmine de Hesse-Kassel. A crescut la Eutin și s-a căsătorit cu vărul ei, viitorul rege Carol, Duce de Södermanland, la Stockholm la 7 iulie 1774 când avea 15 ani. Căsătoria a fost aranjată de regele Gustav al III-lea al Suediei.

## Ducesă regală

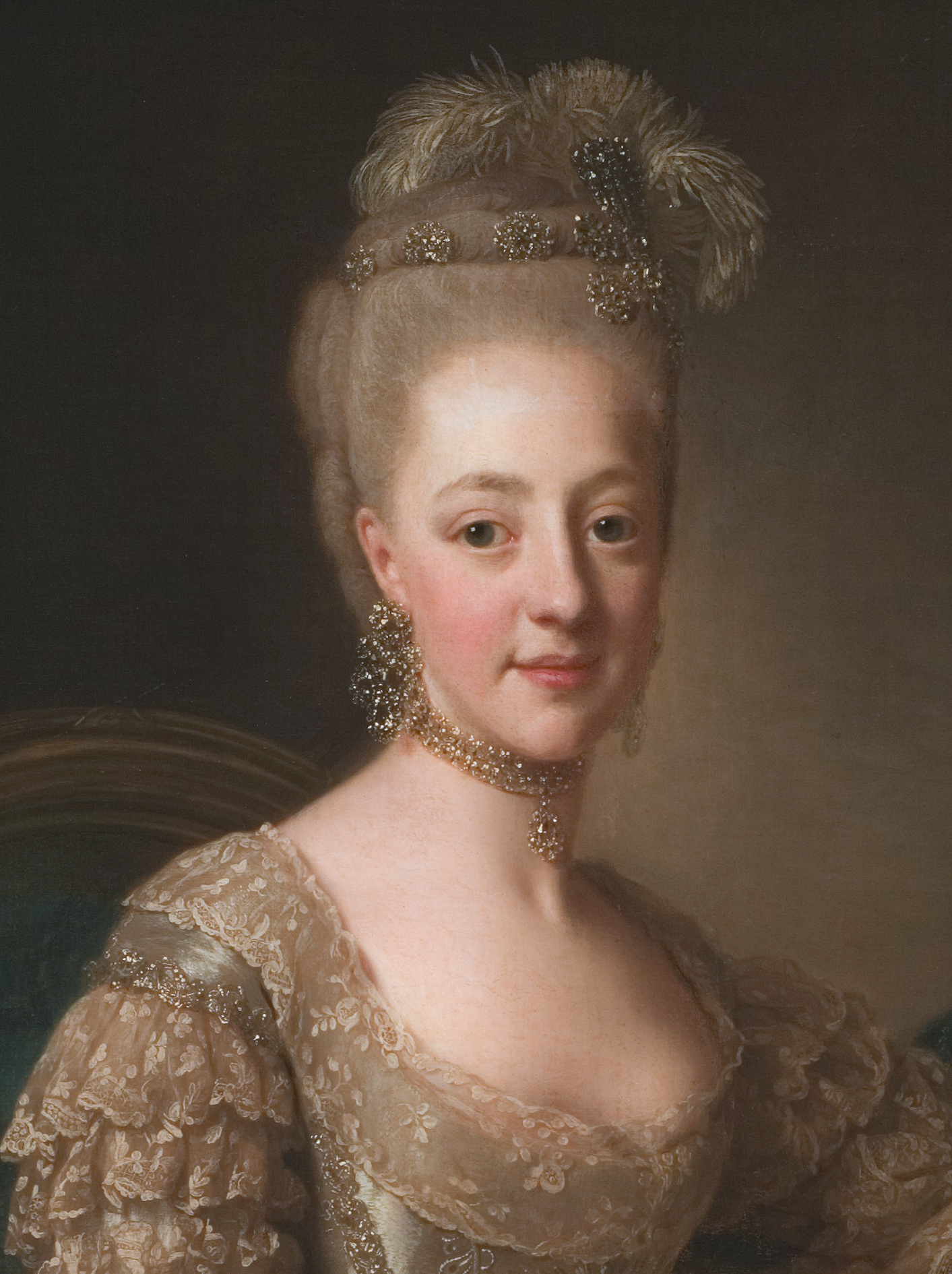
Hedwig Elizabeth Charlotte

Prințul Carol a văzut-o prima dată la Eutin în 1770 și a remarcat-o pentru frumusețea ei. O căsătorie a fost sugerată în 1772, și la 21 iunie 1774, la Wismar a avut loc căsătoria prin procură. La 3 iunie a ajuns în Suedia. Nunta a avut loc la 7 iunie la Stockholm, urmată de un bal la Kungsträdgården. taliei ei măsurată la doar 48 cm (19 ") și dimensiunea ei pantof 31 (dimensiune de fete" 13) - și, ca căsătoria monarhului nu a fost consumată după nouă ani, au existat speranțe că va oferi un moștenitor pentru tron. A fost remarcată pentru frumusețea ei - talia ei măsura doar 48 cm - și existau speranța că ea ar putea oferi un moștenitor pentru tron.
În ianuarie 1775, existau semne că ar fi însărcinată. S-a crezut că problema succesiunii era rezolvată și în biserici s-au ținut rugăciuni. Totuși curând semnele s-au dovedit a fi false. Datorită temperamentului ei vesel era plăcută și a devenit centrul curții regale, fiind denumită "Mica Ducesă". În contrast cu timida regină, Sophia Magdalena a Danemarcei, "Ducesa Lotta" era plină de viață, plină de duh și cochetă și era persoana feminină cu cea mai mare influență de la curte. 
A participat la teatrul amator, care deținea un rol important la curtea regală a lui Gustav al III-lea, atât ca actriță cât și ca dansatoare. Dansul ei a fost considerat scandalos de unii, balerinele fiind considerate ca prostituate la acea vreme. După ce a fost criticată că ea și Prințesa Sofia Albertina l-au distras pe rege de la afacerile de stat s-a retras de pe scenă în 1783.
Mariajul ei a fost distant și amândoi au avut aventuri extraconjugale. Carol a acordat mai multă atenție iubitelor sale decât ei: la momentul căsătoriei lor, el era în toiul unei relații cu Augusta von Fersen. 
Prietenia ei cu contesa Sofia von Fersen a inspirat zvonul legat de bisexualitatea ei care, adevărat sau nu, s-a repetat de-a lungul timpului când a fost ducesă regală. Începând cu anul 1783 ea a avut o relație îndelungată cu contele Carl Piper. Printre alți iubiți ai ei a fost și contele Axel von Fersen, presupusul iubit al Mariei Antoaneta. Nu se știe când aventura ei cu Axel von Fersen a avut loc, este cunoscut doar că ea a dorit să reia relația când Fersen a revenit în Suedia după moartea Mariei Antoaneta și Fersen a refuzat să facă acest lucru. S-a sugerat că relația lor a fost doar o chestiune temporară, care a avut loc în timpul șederii lui la curtea regală la Castelul Gripsholm în vara anului 1784.
De asemene, e a avut o relație cu fratele mai mic al lui Axel von Fersen, contele Fabian von Fersen  Se presupune că relația cu Fabian a început la sfârșitul anilor 1780 și a fost terminată de căsătoria lui von Fersen în 1797. S-a zvonit că sarcina ei care s-a sfârșit cu un avort în 1792 a fost cu Fabian von Fersen. Zvonurile despre relațiile ei extraconjugale au primit o atenție deosebită în timpul celei de-a doua sarcini în 1797 prin care a adus pe lume o fiică care a murit la naștere. Anul următor (1798) ea a născut un fiu care a trăit numai șase zile. În cele din urmă ea nu a mai putut face copii.
A fost indiferentă la aventurile soțului ei ea având mai multă libertate în acele momente și exprimându-și frustrarea când soțul ei, într-o pauză de iubite, se concentra asupra ei, ceea ce o expunea suspiciunilor și acuzațiilor lui.